# Ludvig Ringborg (motorcykelförare)
Ludvig Edvard Ringborg, född 14 september 1879 i Norrköpings S:t Olai församling, död 1938, var en svensk motorcykelförare. Han var bror till Birger Ringborg. 
Ringborg, som var son till ingenjören Johannes Ringborg och Anna Vilhelmina Swartz, var verksam som köpman i Norrköping och en av den svenska motorcykelsportens pionjärer. Ringborg, som uteslutande tävlade på Husqvarna, vann Novembertävlingen 1916, blev prickfri 1920, 1921 och 1922, erövrade 1920 den första Majpokalen för alltid samt vann samma år Midvintertävlingen och blev prickfri 1924. Han slutade tävla 1924. Han var även intresserad seglare och jägare.